# Rinconada (departement)
Rinconada is een departement in de Argentijnse provincie Jujuy. Het departement (Spaans:  departamento) heeft een oppervlakte van 6.407 km² en telt 2.298 inwoners.

## Plaatsen in departement Rinconada
- Antiguyoc
- Barrealito
- Carahuasi
- Casa Colorada
- Ciénaga Grande
- Icacha
- Lagunillas
- Lagunillas del Farallón
- Liviara
- Loma Blanca
- Mina Ajedrez
- Mina Pan de Azúcar
- Mina Pirquitas
- Nazareno
- Orosmayo
- Pairique Chico
- Peñas Blancas
- Pirquitas
- Portezuelo
- Ramallo
- Rinconada
- Rosario de Coyahuaima
- Rosario de Susques
- San José
- Santa Ana
- Tiomayo